# Nickey's Nose Cove
Nickey's Nose Cove est une localité, située sur l'Île de Terre-Neuve, dans la province de Terre-Neuve-et-Labrador, au Canada.